# Nephropsis stewarti
Nephropsis stewarti är en kräftdjursart som beskrevs av James Wood-Mason 1872. Nephropsis stewarti ingår i släktet Nephropsis och familjen humrar. IUCN kategoriserar arten globalt som livskraftig. Inga underarter finns listade i Catalogue of Life.